# Duda Mendonça
José Eduardo Cavalcanti de Mendonça (Salvador, 10 de agosto de 1944 — São Paulo, 16 de agosto de 2021), mais conhecido como Duda Mendonça, foi um publicitário brasileiro.
Tornou-se conhecido no cenário nacional por comandar campanhas políticas vitoriosas em diversas eleições. Seu trabalho nas eleições presidenciais de 2002, quando da eleição de Luiz Inácio Lula da Silva, foi alvo de muitos elogios entre os profissionais da área. Também foi o responsável pela campanha de Paulo Maluf à Prefeitura de São Paulo em 1992, pela campanha de reeleição de Antônio Britto, ex-governador do Rio Grande do Sul em 1998, de Marta Suplicy, ex-prefeita de São Paulo em 2004 e pelas campanhas de Ciro Gomes e de Cid Gomes no Ceará, respectivamente a deputado federal e a governador, em 2006.
Em 2005, foi envolvido no escândalo do Mensalão mas acabou absolvido em 2012 pelo Supremo Tribunal Federal. Em 2016, passou a ser investigado na Operação Lava Jato, e em abril de 2017, assinou acordo de delação premiada.

## Biografia
Depois de abandonar o curso de Administração na Universidade Federal da Bahia (UFBA), tornou-se corretor de imóveis, entrando em contato pela primeira vez com a propaganda, ao desenvolver ideias de vendas para uma agência de publicidade.
Em 1975, cria a agência  DM9 Propaganda, em Salvador, cuja primeira conta foi a da imobiliária onde havia trabalhado como corretor. Em pouco tempo, a DM9 conseguiu outras contas, sobretudo de empresas ligadas ao ramo imobiliário. Já em 1976, a agência recebeu o título de Agência do Ano (regional). Entre 1978 e 1988, a agência conquistaria vários prêmios nacionais e internacionais. Em 1988, Domingos Logullo e Nizan Guanaes, ex-estagiário da agência, tornaram-se sócios de Duda Mendonça. A empresa abriu um escritório em São Paulo. Em 1990, a DM9 Bahia e a DM9 São Paulo se separaram, e a marca DM9 foi comprada por Nizan Guanaes, em sociedade com João Augusto Valente e o Banco Icatu. A DM9 Bahia juntou-se à agência D&E, dando origem à DS/2000.
Sua entrada  no marketing político acontece como consequência do sucesso da DM9. Na Bahia organiza a campanha  de Mário Kertész para prefeito de Salvador, em 1985, usando, pela primeira vez, o coração como marca. A campanha leva a DM9 a ganhar o Top de Marketing de Melhor Campanha Política do país. Em 1992,  repete a ideia do coração na  campanha de Paulo Maluf para a Prefeitura de São Paulo. Maluf vence a eleição, e Duda ganha projeção nacional.
Nos anos 2000, Duda tornar-se-ia figura destacada no marketing político, em 2001 reabre a DM9 em São Paulo junto com seus ex-estagiários João Vitor Sparano e Guilherme Lima. Em 2002, foi o autor da campanha publicitária que ajudou a eleger Lula, depois de três tentativas frustradas.
Em outubro de 2004, durante as eleições municipais, Duda Mendonça, responsável pela campanha do Partido dos Trabalhadores (PT) em São Paulo, foi preso em flagrante na noite durante uma operação da Polícia Federal de repressão às rinhas de galo num sítio entre Recreio dos Bandeirantes e Jacarepaguá, zona oeste do Rio de Janeiro. De acordo com a Polícia Federal, mais de 200 pessoas estavam presentes no local, entre elas um político do PT, Jorge Babu. No local havia três arenas para realização de rinhas, além de viveiros. A polícia também encontrou cerca de cem animais, muitos deles machucados.
Desde 2004, Duda  tornou-se criador de cavalos da raça Quarto de Milha, participando de vaquejadas e eventos da raça em todo o Brasil.
Em agosto de 2005 o publicitário foi acusado de ser envolvido no processo do mensalão, sob a acusação de  lavagem de dinheiro e evasão de divisas, sendo posteriormente absolvido pelo  Supremo Tribunal de Justiça.
No ano de 2008, Duda atuou no marketing político de campanhas para diversas prefeituras, ajudando a eleger os prefeitos de Fortaleza, João Pessoa, Belém e outros. Atuou também em Portugal fazendo a campanha do ex primeiro ministro Pedro Santana Lopes. Em outubro do mesmo ano funda em Portugal a agência  Duda Portugal e cria a campanha da rede de supermercados Pingo Doce.
Em 2009 foi eleito Publicitário do Ano, em Portugal.[carece de fontes?]
Em 2010, atuou como marqueteiro político e ajudou a eleger nomes como Siqueira Campos (Tocantins), Roseana Sarney (Maranhão), Ricardo Coutinho (Paraíba) e senadores como Marta Suplicy , Lindberg Farias, Cássio Cunha Lima dentre outros.
Em 2011 funda a agência de publicidade Duda Polônia, no país homônimo.
Em dezembro de 2012, sua agência, Duda Propaganda, funde-se com a Blackninja, de Antonio Lavareda.

### Morte
Duda Mendonça foi internado em junho de 2021 no Hospital Sírio-Libanês, em São Paulo, para tratar um câncer no cérebro. Durante o tratamento, no mesmo mês, foi diagnosticado com COVID-19, o que agravou seu quadro de saúde, e precisou ser entubado.
Ele morreu na madrugada de 16 de agosto de 2021, aos 77 anos, em decorrência do câncer. Duda Mendonça deixou mulher, cinco filhos, dois enteados e netos. O corpo de Duda foi cremado no cemitério Jardim da Saudade, em Salvador, às 7h30, na quarta-feira, dia 18 de agosto de 2021.

## Envolvimento em corrupção

### Mensalão
Em agosto de 2005 o publicitário foi acusado de ser envolvido no escândalo do mensalão após dizer que tinha aberto conta nas Bahamas por orientação do empresário Marcos Valério, acusado de operar o mensalão, para receber cerca de dez milhões de reais como pagamento por serviços publicitários e de assessoria política prestados ao PT. Ele diz ter procurado Marcos Valério por orientação do então Tesoureiro do PT Delúbio Soares e que todo o dinheiro de sua empresa é limpo.
O seu contrato de publicidade com a Presidência da República lhe renderia um valor da ordem de 150 milhões de reais e, juntamente com as outras estatais do governo federal, o montante total chegaria a um valor de 400 milhões reais.

#### Absolvição
As investigações referente às supostas irregularidades com Duda Mendonça tomaram proporções internacionais chegando aos Estados Unidos, que forneceram dados financeiros aos parlamentares do Brasil. Em 2012, na Ação Penal 470, o plenário do STF absolveu o publicitário e a sócia dele, Zilmar Fernandes, de duas acusações de lavagem de dinheiro e do crime de evasão de divisas – dentre os dez réus julgados no item analisado nesta segunda, eles eram os únicos que respondiam pelos dois crimes.

### Indiciamento no projeto Jampa Digital
Em julho de 2013, a Polícia Federal (PF) indiciou Duda Mendonça e outras 23 pessoas, suspeitas de desviar recursos do projeto ‘Jampa Digital’ para financiar a campanha do governador do Estado da Paraíba, Ricardo Coutinho (PSB), em 2010.
Em 2015, o Ministério Público Federal abriu um novo inquérito para investigar o caso.

### Operação Lava Jato
Em abril de 2016 passou a ser investigado na Operação Lava Jato, e em abril de 2017 assinou acordo de delação premiada. As revelações feitas pelo marqueteiro foram anexadas à investigação que apura irregularidades em relação às gráficas que prestaram serviço à chapa Dilma-Temer durante a campanha eleitoral de 2014. No dia 28 de Junho de 2018, o ministro do Supremo Tribunal Federal, Edson Fachin homologou a delação premiada de Eduardo Mendonça.

## Publicações
- Duda Mendonça. Casos e coisas. Ed Globo, 2001 (ISBN 85-250-3473-8)